# Notophthiracarus shealsi
Notophthiracarus shealsi är en kvalsterart som först beskrevs av Lee 1981.  Notophthiracarus shealsi ingår i släktet Notophthiracarus och familjen Phthiracaridae. Inga underarter finns listade i Catalogue of Life.